# Cielechowizna
Cielechowizna – wieś w Polsce położona w województwie mazowieckim, w powiecie mińskim, w gminie Mińsk Mazowiecki. Leży w  południowej części gminy.
Wieś wchodzi w skład sołectwa Cielechowizna i Prusy
Niewielka wieś między Gliniakiem, a Hutą Mińską; nad rzeką Mienią.
Pod adresem Cielechowizna 1A mieści się Zespół Szkół w Hucie Mińskiej z siedzibą w Cielechowiźnie.
W latach 1954–1968 wieś należała i była siedzibą władz gromady Cielechowizna, po jej zniesieniu w gromadzie Mińsk Mazowiecki. W latach 1975–1998 miejscowość administracyjnie należała do województwa siedleckiego.
Podczas II wojny światowej na terenie wsi mieścił się obóz, w którym byli zakwaterowani własowcy. Wykonywali oni na polecenie hitlerowców obławy i łapanki młodzieży wywożonej następnie do niemieckich obozów pracy. W gospodarstwie Zofii i Marcina Sarneckich mieściła się stacja nadawczo-odbiorcza Gwardii Ludowej, po jej wykryciu przez hitlerowców Marcin Sarnecki został wywieziony do obozu, syn Jan rozstrzelany, a Zofię wraz z córką spalono w ich własnym domu 27 lipca 1942.
Wierni Kościoła rzymskokatolickiego należą do parafii Matki Boskiej Nieustającej Pomocy w Hucie Mińskiej.